# Campeonato Africano de Atletismo de 2024 - 100 m com barreiras feminino
A prova dos 100 metros com barreiras feminino do Campeonato Africano de Atletismo de 2024 foi disputada nos dias 21 e 22 de junho, no Estádio de Japoma, em Duala, nos Camarões.

## Recordes
Antes desta competição, os recordes mundiais e do campeonato nesta prova eram os seguintes:
|                       | Nome         | Nacionalidade | Tempo  | Local  | Data                 |
| --------------------- | ------------ | ------------- | ------ | ------ | -------------------- |
| Recorde mundial       | Tobi Amusan  | Nigéria       | 12s 12 | Eugene | 24 de julho de 2022  |
| Recorde do campeonato | Glory Alozie | Nigéria       | 12s 77 | Dakar  | 19 de agosto de 1998 |
| Recorde africano      | Tobi Amusan  | Nigéria       | 12s 12 | Eugene | 24 de julho de 2022  |

Os seguintes recordes foram estabelecidos durante esta competição:
| Data        | Evento | Atleta         | Nacionalidade | Tempo  | Notas                 |
| ----------- | ------ | -------------- | ------------- | ------ | --------------------- |
| 22 de junho | Final  | Ebony Morrison | Libéria       | 12s 70 | Recorde do campeonato |

## Medalhistas
| Ouro                 | Prata                | Bronze                     |
| Ebony Morrison (LBR) | Marione Fourie (RSA) | Sidonie Fiadanantsoa (MAD) |

## Cronograma
Todos os horários são locais (UTC+1).
| Data        | Hora  | Evento  |
| ----------- | ----- | ------- |
| 21 de junho | 16:35 | Bateria |
| 22 de junho | 16:45 | Final   |

## Resultados

### Bateria
Qualificação: 3 atletas de cada bateria (Q) mais os 2 melhores qualificados (q).
Vento:
Bateria 1: +2.1 m/s, Bateria 2: +0.1 m/s
| Posição | Bateria | Atleta               | Nacionalidade  | Tempo | Notas |
| ------- | ------- | -------------------- | -------------- | ----- | ----- |
| 1       | 1       | Marione Fourie       | África do Sul  | 13.03 | Q     |
| 2       | 2       | Ebony Morrison       | Libéria        | 13.05 | Q     |
| 3       | 2       | Sidonie Fiadanantsoa | Madagáscar     | 13.24 | Q     |
| 4       | 2       | Evonne Britton       | Gana           | 13.30 | Q     |
| 5       | 2       | Adaobi Tabugbo       | Nigéria        | 13.46 | q     |
| 6       | 1       | Safiatou Acquaviva   | Guiné          | 13.60 | Q     |
| 7       | 1       | Doris Quainoo Mensah | Gana           | 13.63 | Q     |
| 8       | 1       | Nusra Rukia          | Quênia         | 13.96 | q     |
| 9       | 2       | Cecilia Guambe       | Moçambique     | 14.09 |       |
| 10      | 2       | Naomi Akakpo         | Togo           | 14.39 |       |
| 11      | 1       | Madina Touré         | Burquina Fasso | 14.52 |       |
| 12      | 2       | Tigist Ayana         | Etiópia        | 15.05 |       |
| 13      | 1       | Emebet Teketel       | Etiópia        | 15.45 |       |
| 14      | 2       | Meskerem Lewa        | Etiópia        | 15.57 |       |
| 99      | 1       | Tobi Amusan          | Nigéria        | DNS   |       |
| 99      | 1       | Carolina Yonengue    | Angola         | DNS   |       |

### Final
A final ocorreu dia 22 de junho às 16:45.
Vento: +1.1 m/s
| Posição           | Raia | Atleta               | Nacionalidade | Tempo | Notas |
| ----------------- | ---- | -------------------- | ------------- | ----- | ----- |
| Medalha de ouro   | 5    | Ebony Morrison       | Libéria       | 12.70 | ,     |
| Medalha de prata  | 4    | Marione Fourie       | África do Sul | 12.74 |       |
| Medalha de bronze | 6    | Sidonie Fiadanantsoa | Madagáscar    | 12.98 |       |
| 4                 | 8    | Evonne Britton       | Gana          | 13.08 |       |
| 5                 | 1    | Adaobi Tabugbo       | Nigéria       | 13.47 |       |
| 6                 | 3    | Doris Quainoo Mensah | Gana          | 13.65 |       |
| 7                 | 7    | Safiatou Acquaviva   | Guiné         | 13.66 |       |
| 8                 | 2    | Nusra Rukia          | Quênia        | 13.99 |       |

Legenda
| Recorde mundial       | Recorde mundial (World record)               |                       | Recorde africano                      | Recorde africano (African) |                                           | Q | Classificado por posição (Qualified) |
| Recorde do campeonato | Recorde do campeonato (Championship record)  | Recorde da América    | Recorde da América (Americas)         | q                          | Classificado por melhor tempo (Qualified) |   |                                      |
| Melhor marca do ano   | Melhor marca do ano (World leading)          | Recorde asiático      | Recorde asiático (Asian)              | DNS                        | Não largou (Did not start)                |   |                                      |
| Recorde nacional      | Recorde nacional (National record)           | Recorde europeu       | Recorde europeu (European)            | DNF                        | Não terminou (Did not finish)             |   |                                      |
| Recorde pessoal       | Recorde pessoal do atleta (Personal best)    | Recorde da Oceania    | Recorde da Oceania (Oceania)          | DSQ / DQ                   | Desclassificado (Disqualified)            |   |                                      |
| Recorde da temporada  | Recorde da temporada do atleta (Season best) | Recorde sul-americano | Recorde sul-americano (South America) | NM                         | Sem marca (No mark)                       |   |                                      |